# Svabolka
Svabolka (szlovákul: Švábolka) Nándorvölgy településrésze Szlovákiában, a Besztercebányai kerületben, a Breznóbányai járásban.

## Fekvése
Breznóbányától 35 km-re keletre fekszik ott, ahol az országút áttér a Garam jobb oldalára.

## Története
1954-ig Királyhegyaljához tartozott. A 18. században keletkezett egy vashámor felépítése következtében. 1833-ban egy lemezhengerművet is építettek ide, amely 1926-ig működött. A trianoni békeszerződésig Gömör és Kis-Hont vármegye Garamvölgyi járásához tartozott. Lakói kohászok voltak.
1954-ben Nándorhuta (Nová Maša), Nándorvölgy (Vaľkovňa) és Zlatnó (Zlatno) telepekkel kivált Királyhegyalja (Šumiac) községből. Az új község neve Nándorvölgy (Vaľkovňa) lett.

## Külső hivatkozások
- Nándorvölgy az Alacsony-Tátra turisztikai honlapján
- Svábolka Szlovákia térképén